# W00t
Der Ausdruck w00t (auch woot, lautsprachlich „wuht“ [wuːt]) ist eine umgangssprachliche Interjektion aus dem Netzjargon zum Ausdruck überschwänglicher Freude – meist über eine trotz Schwierigkeiten gelungene Sache oder ein überraschendes Ereignis.
Woot oder w00t hat sich in fast allen Online-Spielen als Ausdruck der Überraschung etabliert (z. B. „w00t, wie hast du das gemacht?“) bzw. als Ausruf, wenn nach vielen Versuchen/langem Warten endlich der gewünschte Gegenstand im „loot“ erscheint.
„w00t“ ist auch ein Backronym für „We 0wned (the) 0ther team“.
Der Ausdruck ist vor allem in Multiplayer-Computerspielen, im IRC sowie in IM-Protokollen (wie ICQ, XMPP, Windows Live Messenger etc.) und in Internetforen verbreitet. Gelegentlich wird „w00t“ auch in der gesprochenen Sprache verwendet. Der Ausdruck „w00t“ zählt zur Leetspeak. Deshalb lässt sich auch ein Zusammenhang mit „what“ herstellen.
Am 11. Dezember 2007 haben die Besucher der Website des bekannten US-Wörterbuchs Merriam-Webster den im Netz geprägten Ausdruck „w00t“ zum „Wort des Jahres“ gekürt.